# Sławoj Leszek Głódź
Sławoj Leszek Głódź (13 augustus 1945) is een Pools bisschop van de Rooms-Katholieke Kerk.

## Biografie
Głódź ontving in 1970 de priesterwijding. In 1991 werd hij tot bisschop gewijd door paus Johannes-Paulus II. Hij werd (titulair) bisschop van Bettonium en het Pools militair ordinariaat. Tussen 2004 en 2008 was hij bisschop van het bisdom Warschau-Praga. In 2008 volgde hij Tadeusz Gocłowski op als aartsbisschop van Gdańsk en metropoliet.  
- Gemeinsame Normdatei: 1080202145
- International Standard Name Identifier: 0000 0000 7160 4080
- Library of Congress Control Number: n87121983
- Réseau des bibliothèques de Suisse occidentale: 02-A024778175
- Système universitaire de documentation: 177846453
- Virtual International Authority File: 101857352
- WorldCat: E39PBJtxh7JtqB3jRch6bWM9Dq